# Camiers
Camiers is een gemeente in het Franse departement Pas-de-Calais (regio Hauts-de-France). De plaats maakt deel uit van het arrondissement Montreuil. Camiers telde op 1 januari 2022 2.633 inwoners.

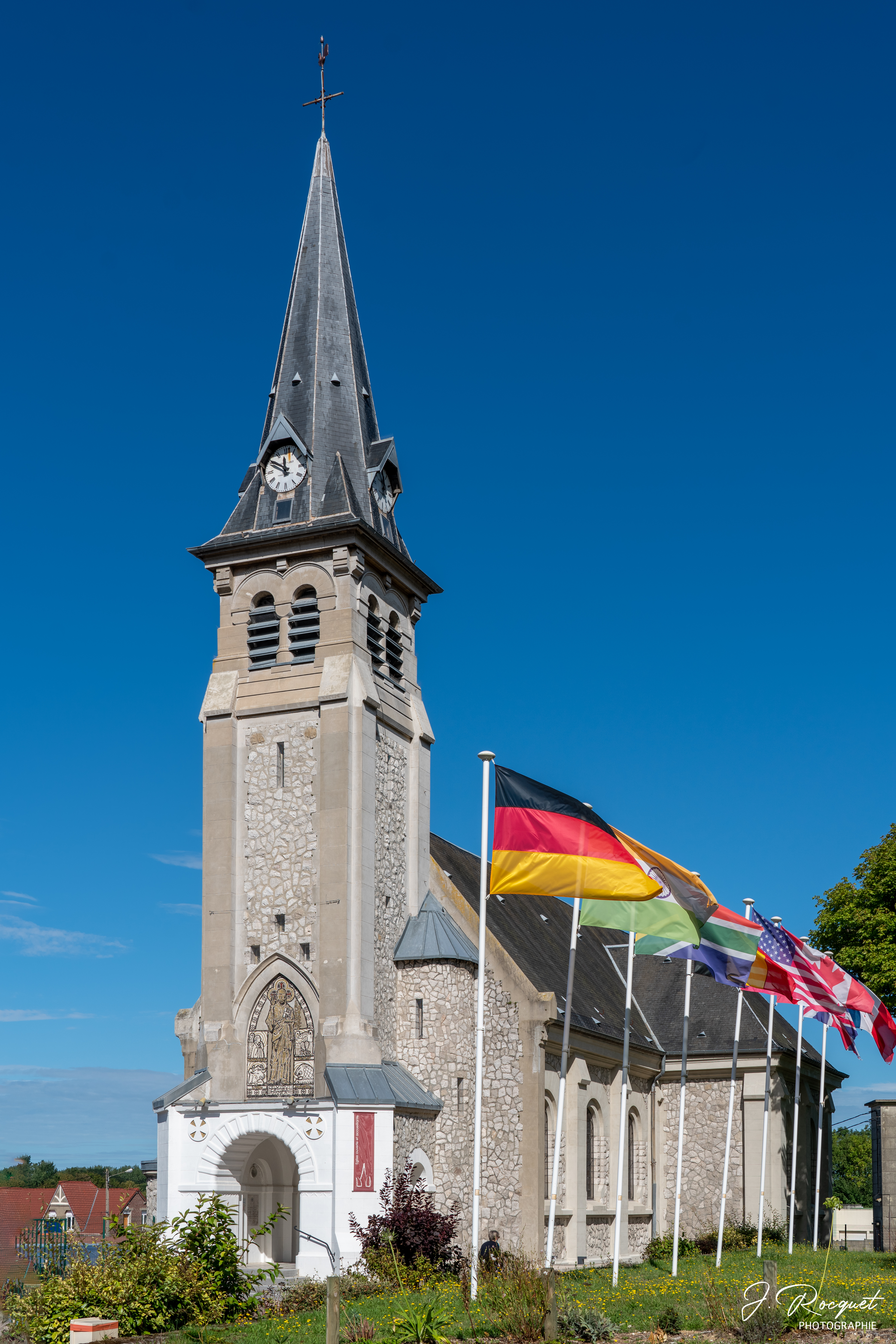
Église Notre-Dame-de-la-Mer

## Naam
De plaatsnaam is van Oudnederlandse herkomst. De oudste vermelding van de plaatsnaam is uit het jaar 853 als Caftmere. Het betreft een samenstelling; waarbij het laatste element verwijst naar mere (meer (waterplas)). De vorm en aard van het eerste element van de plaatsnaam zijn (nog) onbekend. De huidige Franstalige plaatsnaam is hiervan een fonetische nabootsing.
De spelling van de naam van het dorp heeft door de eeuwen heen gevarieerd. Chronologisch heette het achtereenvolgens: Cafitmere (853), Casmera (1026), Catiniers uitgesproken als Catmiers (1084), Catmeiacum (1134), Camier en Camyer (1125-1150), Camir (1199), Cathmir, Kamiers (1226), Camry (1236), Chamieis (1248), Camiers en Camières (1554) en Camiers (sinds 1793). Hierna kreeg en behield het zijn huidige naam en spellingswijze.

## Geschiedenis
Van 1897-1914 heeft er een kleine paardentram (hippomobile) bestaan van het Station Dannes-Camiers naar Plage Sainte-Cécile, voor het vervoer van badgasten. Een andere kleine badplaats, Plage Saint-Gabriel, beschikte over een groot hotel dat in 1897 werd gebouwd en in 1912 werd vernield tijdens noodweer.
Camiers en ook Dannes waren tijdens de Tweede Wereldoorlog het toneel van doorgangskampen voor gevangenen welke van daar uit naar andere kustplaatsen werden vervoerd om daar als dwangarbeider aan de Atlantikwall te werken.

## Geografie
De gemeente ligt aan de Opaalkust. De oppervlakte van Camiers bedroeg op 1 januari 2022 16,13 vierkante kilometer; de bevolkingsdichtheid was toen 163,2 inwoners per km².
Camiers ligt tegen het binnenduin, met aan de kust twee aan elkaar gegroeide badplaatsen: Sainte-Cécile-Plage en Plage Saint-Gabriel.
Ten zuiden van Camiers ligt het Nationaal natuurreservaat Baai van de Canche (Réserve naturelle nationale de la baie de Canche), het estuarium van de Canche.

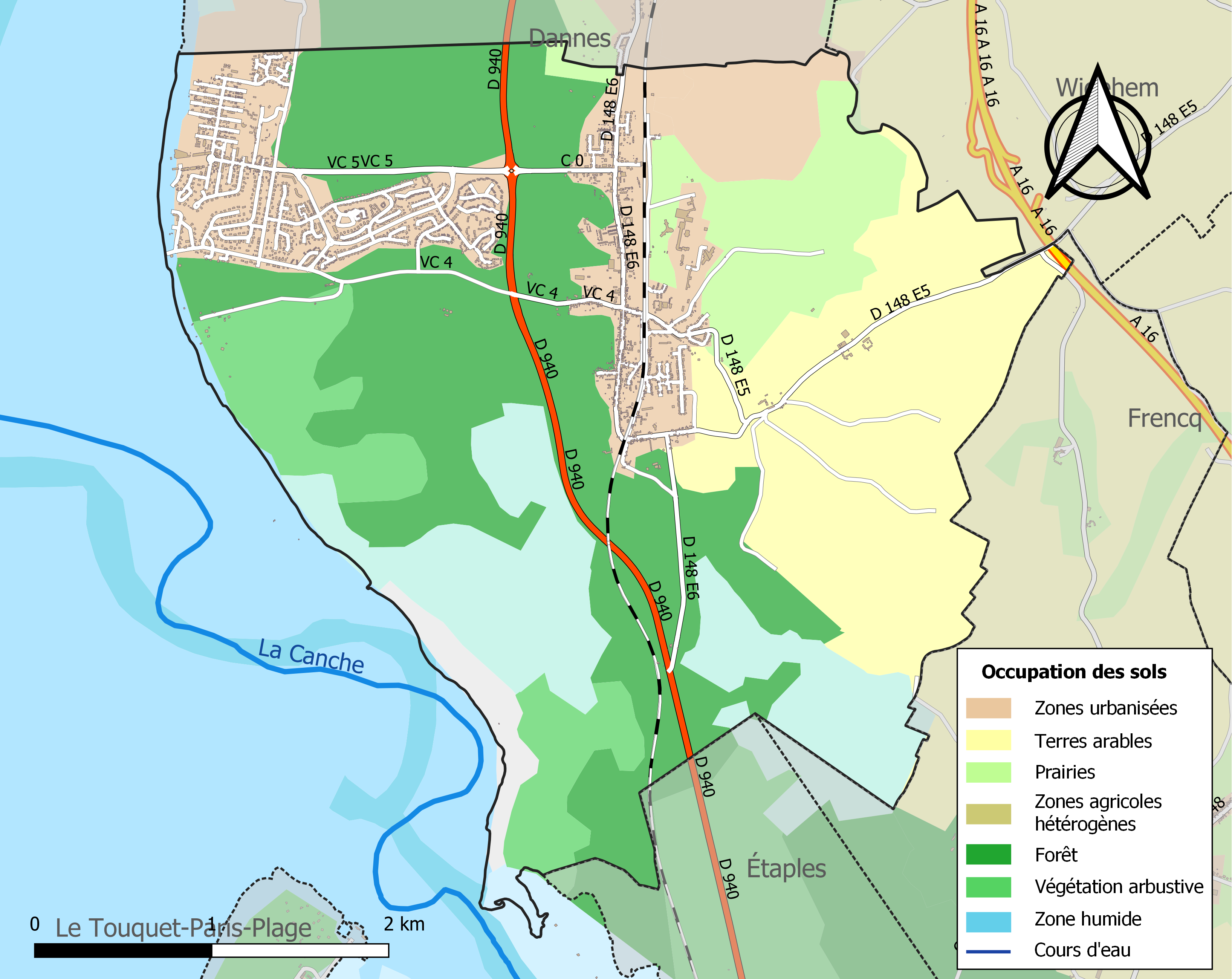
Kaart van de gemeente met belangrijkste infrastructuur, bodemgebruik en omliggende gemeenten

## Bezienswaardigheden
- Onze-Lieve-Vrouw van de Zeekerk (Église Notre-Dame-de-la-Mer).

## Demografie
Onderstaande figuur toont het verloop van het inwonertal (bron: INSEE-tellingen).

## Nabijgelegen kernen
Étaples, Frencq, Widehem, Dannes